# Estação Vila União (Metrô de Fortaleza)
A Estação Vila União é uma estação de Veiculo Leve sobre Trilhos (VLT) localizada na Rua Livreiro Gualter, 225, no bairro Vila União, em Fortaleza, Brasil. Faz parte da linha Nordeste do Metrô de Fortaleza, administrado pela Companhia Cearense de Transportes Metropolitanos (Metrofor).

## Histórico
A estação passou a receber as primeiras composições do VLT na manhã do dia 26 de setembro de 2016 com o inicio da operação experimental, que consiste no funcionamento do sistema mais sem o transporte de passageiros, para serem realizados os ajustes necessários para o início das operações assistida.

## Características
Estação de Superfície, com bilheterias ao nível do solo, rampa de acesso para pessoas portadoras deficiência, sistemas de sonorização. Com estrutura semelhante às demais estações, a plataforma de embarque e desembarque da estação ilha, no entanto, possui seu mobiliário todo localizado em seu eixo, garantindo um bom deslocamento por parte dos usuários nas duas extremidades da plataforma. Guarda-corpos também foram localizados nas extremidades da plataforma para garantir mais segurança, liberando apenas a área direta de embarque e desembarque.
Seguindo o padrão das demais estações, o acesso é feito através do bloco destinado para área para estacionamento de bicicletas, bilheteria, WCs e depósito. Neste caso, após a compra do bilhete, o usuário é conduzido através de um caminho determinado pela paginação do piso, até a passagem de nível que dá acesso à rampa e escada de entrada da plataforma de embarque e desembarque onde estão localizadas as cancelas eletrônicas de acesso.